# Valleviken

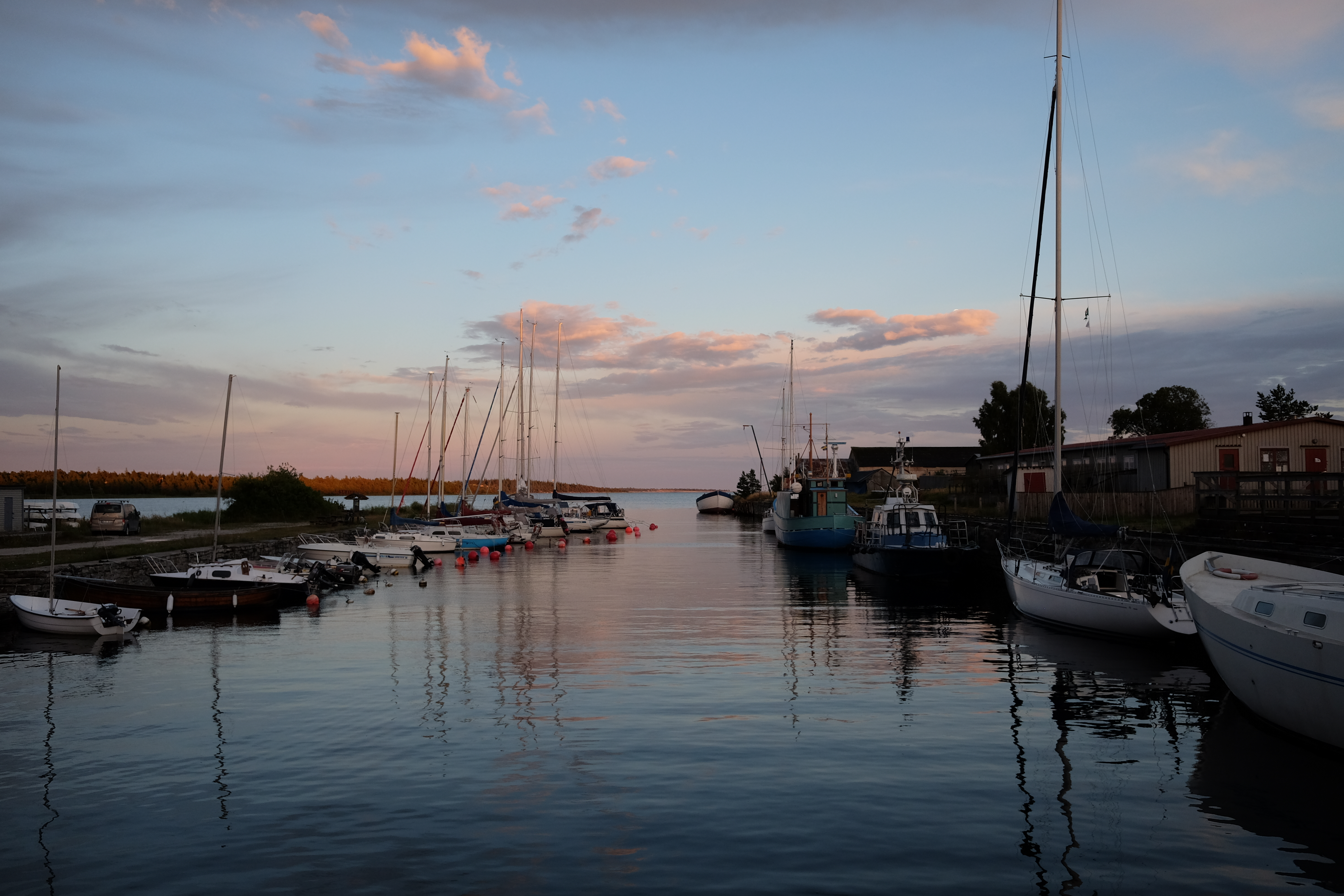
Småbåtshamnen

Valleviken är en småort i Rute socken i Gotlands kommun, belägen på nordöstra Gotland, drygt tio kilometer sydväst om Fårösund.
Rute cementfabrik i Valleviken uppfördes av det 1919 bildade Gotländska Cement AB Rute, ungefär samtidigt som Slite cementfabrik byggdes. Efterfrågan på cement ökade i Europa och under kristiderna var det svårt att få bränslet att räcka till. Efter andra världskriget började dock strukturrationaliseringarna. Cementa skapades och Rute Cement försvann som fristående företag. År 1947 stoppades produktionen i fabriken, och strax därefter började rivningen av de stora lokalerna. Som mest hade fabriken cirka 300 anställda. Mest känd blev fabriken för en egen specialitet: gasbetong. En annan specialitet var aluminatcement (smältcement), en produkt med många tilltalande egenskaper som dock under vissa omständigheter visade sig ha katastrofalt dålig långtidsstabilitet.
Den gamla hamnen används i dag som småbåtshamn för fritidsbåtar och kontorsbyggnaden har förvandlats till en sjökrog.
Håkan Nessers bok Den sorgsne busschauffören från Alster från 2020 utspelar sig delvis i Valleviken.